# 天主教亞歷山德里亞-康沃爾教區
天主教亞歷山德里亞-康沃爾教區（拉丁語：Diocesi Alexandrina-Cornubiensis）是加拿大一個已撤銷的羅馬天主教教區。1890年1月22日升為教區。
教區管轄安大略最東部的兩個郡格林格瑞和斯托蒙特，座堂位於亞歷山德里亞。2006年有教友55,675人、卅七個堂區、四十一名司鐸。
教區於2020年5月6日與渥太華總教區合併並併入渥太華教省。